# Helmuth Kulenkampff
Helmuth Kulenkampff (1895 — 1971) foi um físico alemão.
Conhecido por suas investigações sobre os raios X, doutorado em 1922 pela Universidade de Munique, orientado por Ernst Wagner, com a tese Über das Kontinuierliche Röntgenspektrum.